# 李振旺
李振旺，浙江省玉环人，中华人民共和国政治人物。

## 生平
1962年3月至11月，担任浙江省玉环县副县长。1981年11月至1983年11月，担任玉环县县长。